# Darko Zorić
Darko Zorić (in serbo Дарко Зорић?; Nikšić, 12 settembre 1993) è un calciatore montenegrino, centrocampista del Qyzyljar.

## Carriera

### Club
Ha giocato nella massima serie montenegrina con il Sutjeska Nikšić e il Čelik Nikšić.

### Nazionale
Ha esordito con la nazionale montenegrina il 23 maggio 2014 in Slovacchia-Montenegro (2-0).

## Palmarès

### Club

#### Competizioni nazionali
- Coppa del Montenegro: 1

Čelik Nikšić: 2011-2012
- Druga crnogorska fudbalska liga: 1

Čelik Nikšić: 2011-2012
- Campionato montenegrino: 1

Dečić: 2023-2024

### Individuale
- Migliore calciatore del campionato montenegrino: 1

2013
- Capocannoniere della Coppa di Serbia: 1

2015-2016 (3 reti)